# Fredrik Ström

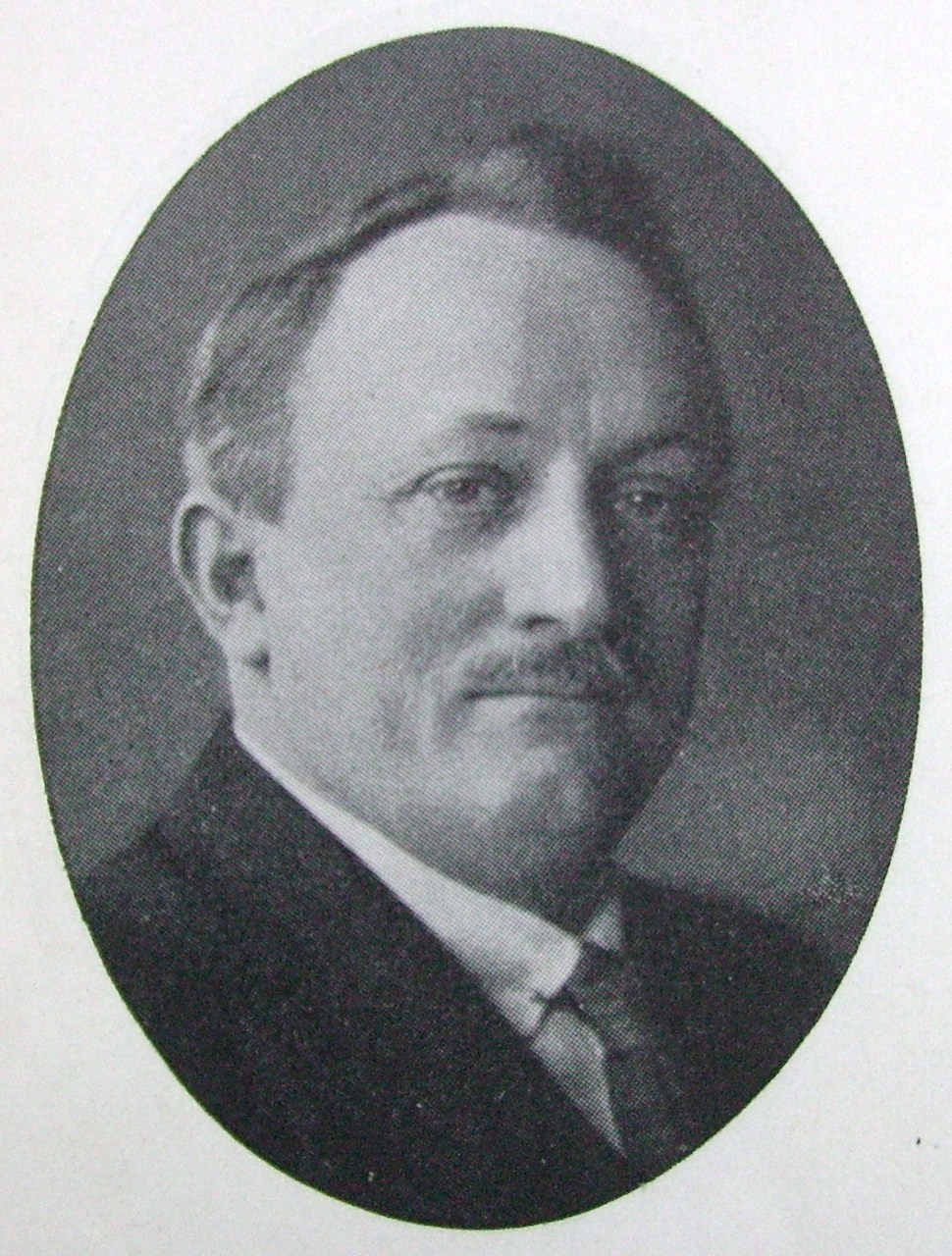
Fredrik Ström, 1929.

Otto Fredrik Ström, född 10 juli 1880 i Breareds församling, Hallands län, död 23 november 1948 i Stockholm, var en svensk vänstersocialistisk politiker, författare och chefredaktör. Han var riksdagsledamot i första kammaren 1916–1919 för socialdemokraterna och Sveriges socialdemokratiska vänsterparti i Stockholms stads valkrets, 1919 och 1921 för Sveriges socialdemokratiska vänsterparti respektive Sveriges kommunistiska parti i Norrbottens läns valkrets samt 1930–1948 för socialdemokraterna i Stockholms stads valkrets.

## Uppväxt och studier
Fredrik Ström föddes i Breared (nuvarande Simlångsdalen) i Hallands län. Omkring 1890 flyttade familjen till Halmstad där fadern öppnade manufakturaffär. I Halmstad genomgick Fredrik Ström läroverket och avlade mogenhetsexamen 1902. Redan under skoltiden drogs han till oppositionella företrädare för politik och tidningsskriveri och han började också tidigt utveckla sitt författarskap. En sommar deltog han som medarbetare vid Hallandsposten.
Efter mogenhetsexamen flyttade han till Göteborg för att vid högskolan utbilda sig till lärare. Han började studera historia, statskunskap, litteraturhistoria och nordiska språk, men avslutade aldrig dessa studier då de litterära och politiska intressena tog överhanden. Under tiden i Göteborg lärde han känna Zäta Höglund och de båda utvecklade en livslång vänskap och ett nära politiskt samarbete. Också Ellen Key kom att bli en viktig kontakt för honom under Göteborgstiden.
I början av 1904 lämnade Fredrik Ström Göteborg och flyttade till Stockholm för en anställning på tidningen Social-Demokraten, där han snabbt kom i kontakt med många ledande socialdemokrater allt ifrån Hjalmar Branting till Kata Dalström.

## Politisk verksamhet
Genom sin skicklighet som skribent och författare erbjöds han snart anställning i tidningsvärlden och tillträdde som redaktör i Eskilstuna först i augusti 1905 för Sörmlands-Kuriren och sedan, från 1906, för Folket, vilken utgavs som efterföljare till Sörmlands-Kuriren. Redan 1908 flyttade han dock till Gävle för att under ett par år vara redaktör för Arbetarbladet. 1910 återkom han till Stockholm som förlagschef och redaktör för Fram – förlag (och tidskrift med samma namn) för den 1903 grundade socialdemokratiska ungdomsrörelsen. Därefter följde många olika organisatoriska och politiska förtroendeuppdrag. Han blev också partisekreterare för det socialdemokratiska arbetarpartiet 1911 och stod kvar i den rollen till 1916.
Fredrik Ström tillhörde, liksom sina vänner Zäta Höglund och Carl Lindhagen, vänsteroppositionen inom Sveriges socialdemokratiska arbetareparti och uteslöts ur partiet vid splittringen 1917 då Sveriges socialdemokratiska vänsterparti (SSV) bildades. Ström blev då det nya partiets partisekreterare. Därefter blev Ström, tillsammans med Zäta Höglund, en av grundarna då SSV år 1921 ombildades till Sveriges Kommunistiska Parti. Även för detta parti blev Ström partisekreterare. Ström lärde känna Lenin och han blev även aktiv i Kommunistiska Internationalen (Komintern). När Vatslav Vorovskij - Sovjetrysslands förste diplomatiske representant utomlands - utvisades från Sverige något år efter bolsjevikernas maktövertagande utsågs Fredrik Ström till sovjetisk generalkonsul. 
Han var dock mycket kritisk till Stalin och 1924 valde han att bryta med kommunismen. I samband med Sovjetunionens invasion av Finland beskrev han Sovjetunionen som det "nazibolsjevikiska Ryssland" vilket förde en "imperialistisk fascism, mera barbarisk än tsarregimen".
Fredrik Ström återinträdde i det socialdemokratiska partiet 1926. Han blev andre redaktör för Socialdemokraten och kvarstod i denna roll till 1939. Under perioden 1932–1936 var han också huvudredaktör för tidningen.
Han blev medlem av riksdagen 1916 där han under perioderna 1916–1921 och 1930–1948 tillhörde den första kammaren. Som riksdagsledamot kritiserade Ström samlingsregeringens eftergiftspolitik gentemot Nazityskland, särskilt permittenttrafiken, som han kallade "oförenlig med en neutralitet i anda och sanning". Han var även medlem i den antinazistiska och mot samlingsregeringen kritiska organisationen Tisdagsklubben.
Fredrik Ström blev successivt mycket verksam och produktiv inom den kommunala sidan. Redan 1912 valdes han in i stadsfullmäktige i Stockholms stad, som han lämnade först 1946. Han blev stadsfullmäktiges vice ordförande 1930 och 1938–1942 dess ordförande och också stadskollegiets ordförande 1938–1940. Under åren 1913–1914 var han ordförande i Stockholms arbetarekommun. 1936 tillträdde Fredrik Ström som ledamot i den av Stockholms stadskollegium nyinrättade "Stockholms stadskollegiums handbokskommitté" tillsammans med Gustaf Ahlbin, Bertil Boëthius, Nils Ahnlund, Oscar Larsson och Sten Wahlund.
Fredrik Ström innehade också en rad olika förtroendeposter som följde av hans olika politiska verksamheter. Ända från 1918, då han blev ledamot av Rådet till skydd för Stockholms skönhet, värnade han om kulturminnesvård och naturskydd. I övrigt kan nämnas att han 1922–1931 var ledamot av stadsplanenämnden, 1926–1929 ledamot av polisnämnden, 1931–1932 ledamot av hälsovårdsnämnden, 1935 ledamot av besvärsnämnden, 1926–1930 chef för Skådebanan, 1928 ledamot av Helgeandsholmskommissionen, 1927–1930 ordförande i Stockholms namnberedning, ledamot av 1933 års teaterutredning, 1934–1940 deltog han i omorganisation av Stockholms kommun, från 1928 ledamot av styrelsen för Stockholms Spårvägar och dess ordförande från 1940, 1936 ledamot av Stockholms naturreservatskommission, 1938 ledamot av stadskollegiets teaterråd, ledamot av 1939 års markkommission, 1929–1936 ledamot av Sveriges författareförenings styrelse, 1931–1939 revisor i samfundet De nio, från 1939 ordförande i Sällskapet Stockholmskonstens vänner, och från 1938 styrelseledamot i Publicistklubben.

## Författarskap
Fredrik Ströms litterära produktion omfattar såväl skönlitterära som politiska och i viss mån vetenskapliga verk, de senare ofta skrivna i populariserande form.
I sin första roman Folket i Simlångsdalen, skriven redan vid 22 års ålder, var han i viss mån påverkad av Selma Lagerlöf. Denna roman blev mer allmänt bekant sedan den också framförts som film först år 1924 och senare i ny version 1947. Redan under hans studietid i Göteborg blev Ellen Key god vän till honom med betydelse för hans författarskap. Han kom också i kontakt med och blev vän med August Strindberg. År 1907 gav han ut diktboken Mosaik.
Intresset för den ryska revolutionen präglar berättelsesamlingen Hjältinnan från Nevan från 1918. Under sin kommunistiska period utgav han ett stort verk över Ryska revolutionens historia i fem delar. Efter återinträddet i SAP skrev han sedan under åren 1926–1929 romansviten Rebellerna i fem delar, omfattande 2188 sidor, där han önskade att litterärt gestalta den svenska socialdemokratins historia, återspeglande vad han själv hade upplevt. År 1931 kom han ut med ytterligare ett översiktsarbete, Under röda fanor, där han bland annat skildrar många personligheter, som han hade haft kontakt med inom det politiska livet. År 1931 publicerar han också en bok om Kata Dalströms liv, öden och äventyr på entusiastiskt och personligt sätt.
1944 utkom Arbetets söner, som avsåg att på ett populärt sätt skildra arbetarklassens historia. Det var en samling uppsatser, av vilka han själv skrivit de flesta, men där flera skildringar också gjordes av experter på olika områden. Verket kan sägas utgöra en förening av politisk historia, person- och kulturstudium. År 1948 utgav han biografin Fabian över Fabian Månsson. Året efter hans död utkom också Skomakaren, som blev kungens skattmästare behandlande finansministern F. V. Thorsson.
Hans intresse för teatern ledde bland annat till skådespelet En kämpe faller år 1935.
År 1940 påbörjade han ett stort memoarverk, som aldrig hann bli helt färdigt. En första del, Min ungdoms strider, utgör en blandning av barndomsminnen, lyriska och drastiska skildringar av bygd och människor samt av ungdomsårens strävanden och ungdomsrevolutionära idéer. Den andra delen från 1942, I stormig tid, skildrade tiden runt första världskriget och gav en bakgrund till hans ställningstaganden inför de politiska och sociala förändringar, som därefter följde. En tredje del var planerad, men denna hann han aldrig fullfölja.
Som journalist fick han kontinuerligt producera ett stort antal artiklar och småskrifter i många olika ämnen. Förutom rent dagspolitiska frågor behandlade han ämnen såsom socialismens principer, freden, försvaret, skatterna, kvinnofrågorna, rusdrycksproblemet och dylikt. År 1942 utgav han Mot tidens gudar med en samling tal och föredrag, som han hållit som förtroendeman och representant för de många institutioner och sammanslutningar som han hade företrätt. År 1942 utgav han också det miljöbeskrivande och rikt illustrerade verket Stor-Stockholms villastäder.
Hembygdsintresset inspirerade honom till skildringar och berättelser i många olikartade former. År 1945 utgavs ett omfattande verk över Halland, som del i en landskapsserie, varvid Fredrik Ström medverkade med många skildringar.
Ganska tidigt började han att i vetenskapligt intresse sammanställa folkloristiska uppgifter. År 1926 utkom det stora samlingsverket Svenskarna i sina ordspråk. Denna av Ossian Elgström rikt illustrerade volym med mer än 7000 ordspråk hade han själv sammanställt underlaget ur såväl äldre litterära källor, som från egna uppteckningar i olika svenska bygder. Detta verk följdes år 1929 av Svenska ordstäv, också illustrerad av Ossian Elgström, samt år 1937 av Svenska folkgåtor med teckningar av Uno Stallarholm. 
Författarskapet uppmärksammades bland annat genom att han invaldes som arbetande ledamot av Gustav Adolfs Akademien 1942. År 1945 blev han hedersledamot av Hallands nation vid Lunds universitet.

## Eftermäle

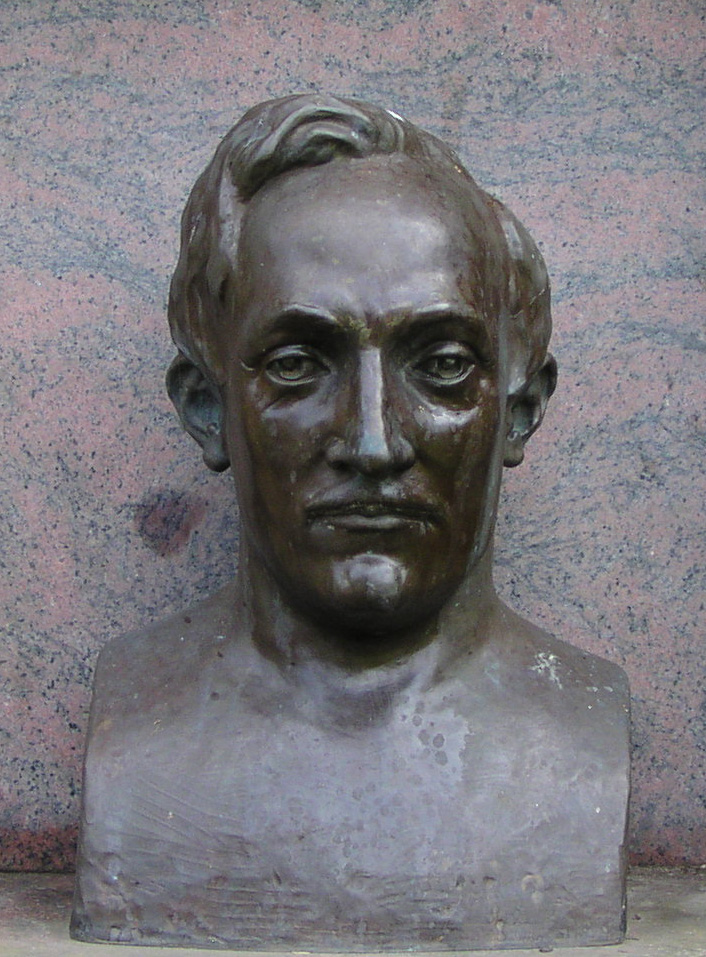
Byst av Fredrik Ström, ursprungligen skapad 1919 av Knut Jern, här replikerad 1965 genom insats av Samfundet Hallands biblioteksvänner och placerad vid Brearedsskolan i Simlångsdalen.

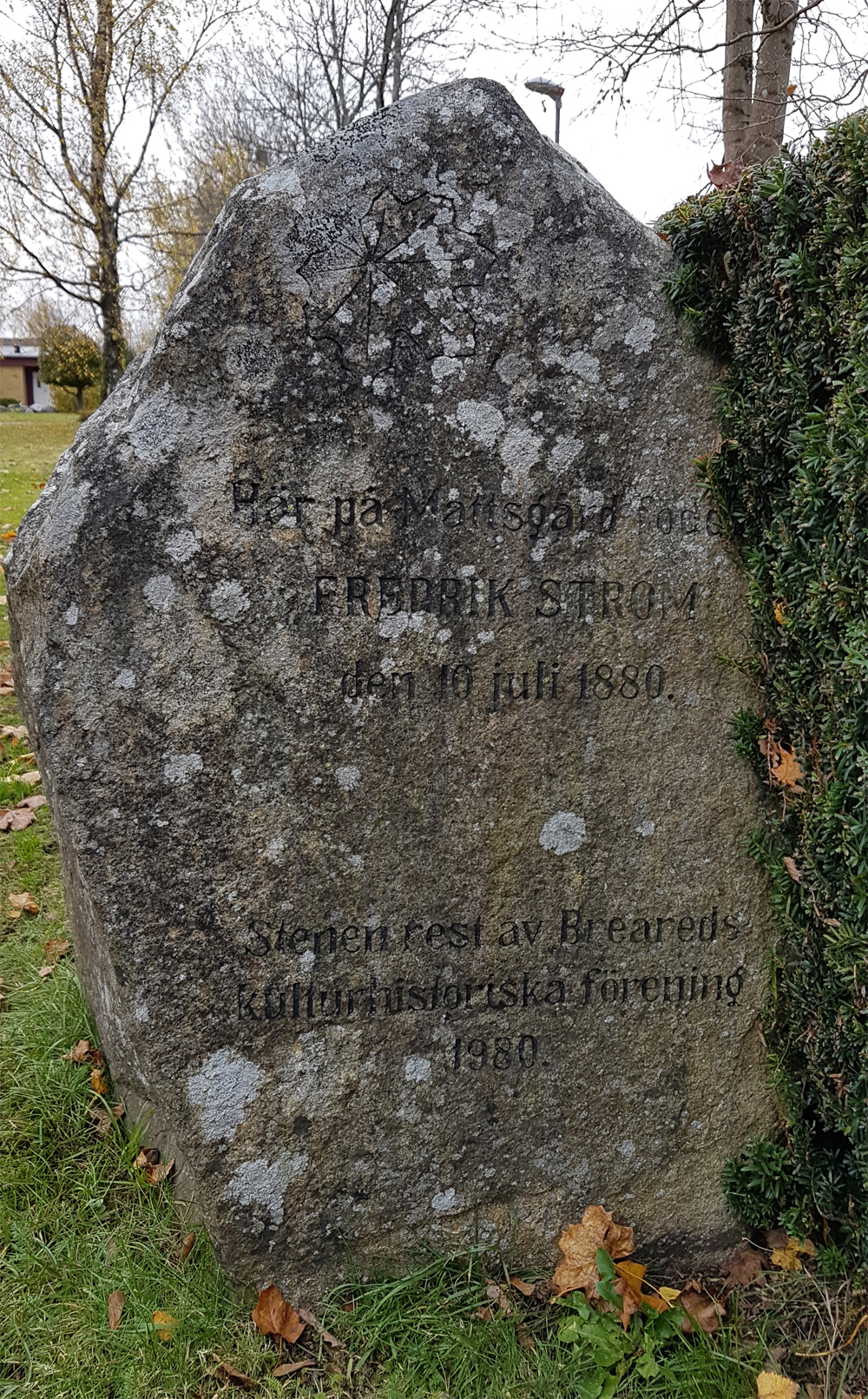
Minnessten i Simlångsdalen över Fredrik Ström, rest av Breareds kulturhistoriska förening 1980.

- I Halmstad har en gata uppkallats efter Fredrik Ström ('Fredrik Ströms gata').
- I Simlångsdalen finns en mindre gångväg kallad 'Fredrik Ströms stig'.
- I Bromma utanför Stockholm fanns från 1950 en planerad gata med namnet 'Fredrik Ströms väg' belägen i vinkel mot nuvarande Bryggerivägen. Gatan vart tänkt att ingå i ett mindre bostadskvarter, som 1959 dock definitivt avskrevs till förmån för industriverksamhet. Den tänkta sträckningen förkortades och fick på 1960-talet det nya namnet 'Gruvfogdegränd'.

## Familj

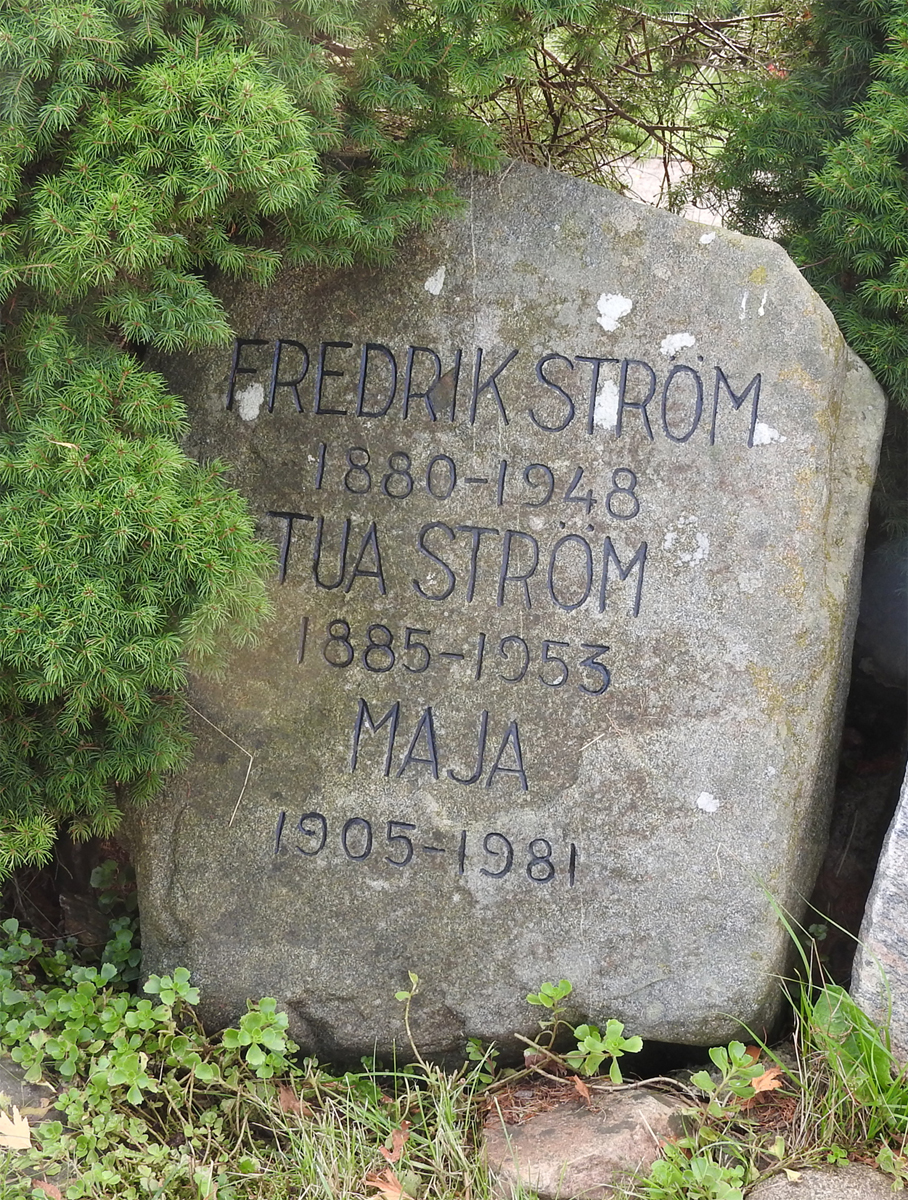
Fredrik och Tua Ströms gravvård på Breareds kyrkogård i Simlångsdalen.

Fredrik Ströms far var Otto Andersson (1856–1939), som först var handelsman i Breared, senare köpman i Halmstad. Hans mor Maria (1854–1910) var dotter till prosten Johan Fredrik Ström (1812–1889) i Breared och Anna Laurentia, född Mjöberg (1818–1886). Efter sin mor tog han och hans övriga syskon efternamnet Ström. Han hade två yngre bröder och en yngre syster, som uppnådde vuxen ålder.
Fredrik Ström gifte sig 1905 med författarinnan Tua Eriksson (1885–1953), som under signaturen Tage Stam publicerade några skådespel. Hon var dotter till redaktionssekreteraren på tidningen Social-Demokraten, Pehr Eriksson. Med henne fick han barnen Maja (1905–1981) och Folke (1907–1996), senare biblioteksråd vid Göteborgs universitetsbibliotek, där Ströms arkiv (huvuddelen) idag finns tillgängligt.
Fredrik Ström är begraven vid Breareds kyrka i Simlångsdalen.

### Skönlitteratur
- Folket i Simlångsdalen. Stockholm: Bonnier. 1903. Libris hr9tqk36f5xvwhxl. http://hdl.handle.net/2077/59143
- Hjältinnan från Nevan och andra berättelser. Stockholm: Nutiden. 1919. Libris 1659172
- Mosaik : dikter och prosafragment. Malmö: Förlagsaktiebolaget "Fram". 1907. Libris 1617966. http://hdl.handle.net/2077/37320
- Rebellerna : en krönika. 1-5. Stockholm: Ljungberg. 1926–1936. Libris 37424
  -  [1] Bonden och hans son. Stockholm: Ljungberg. 1926. Libris 37425
  -  [2] Staden vid havet. Stockholm. 1926. Libris 37426
  -  [3] Den stora striden. Stockholm: Ljungberg. 1927. Libris 37427
  -  [4] Den röda himmelen. Stockholm: Ljungberg. 1928. Libris 37429
  -  [5] Nya himlar och en ny jord. Stockholm: Ljungberg. 1929. Libris 37432

### Varia
- Boken om bonden och socialismen. Socialdemokratiska ungdomsförbundets agitationsskrift ; 7. Malmö: Socialdemokratiska ungdomsförbundet. 1905. Libris 3096265
- Den moderna socialismen : redogörelse för Emile Vanderveldes bok om "Socialismen och den industriella utvecklingen". [Broschyr,Frams] Socialdemokratiska ungdomsförbundets agitationsskrift ; 3. 1905. Malmö. 1905. Libris 3096266
- Öppet bref till jordbrukets arbetare : [Utg. af Sörmlands distr. af Soc. dem. partiet.]. Eskilstuna. 1906. Libris 3096271
- Arbetarkvinnorna och socialismen. Stockholm. 1907. Libris 1617961
- Inför kraftmätningen : Några ord till valmännen i Södermanland. Eskilstuna: "Folket". 1908. Libris 1617964
- Kvinnor! : skaffen eder bildningens och sammanslutningens makt!  : några ord. Stockholm: Socialdemokratiska kvinnokonferensens arbetsutskott. 1908. Libris 1617965
- Det nya valsättet : de proportionella valen  : kortfattad, lättfattlig framställning. Frams broschyrer ; 35 (1-2 uppl). Malmö: Fram. 1909. Libris 1617963
- Högerns lurendrejerier och liberalismens valbluffar : Tvenne föredrag. Stockholm: Fram. 1911. Libris 1640072 - Tillsammans med Zeth Höglund.
- Skattelagar och självdeklaration. Stockholm: Fram. 1911. Libris 1640070
- Socialdemokratiska programpunkter : i en kortfattad framställning belysta / av Rickard Sandler och Fredrik Ström. Stockholm: Tiden. 1912. Libris 1639047
- Det militära försvaret : för och mot / Sven Hedin, Fredrik Ström, K. P. Arnoldson. Stockholm: Fram. 1913. Libris 1634456
- Skall rusdrycksförbudet förrådas?. Stockholm: Fram. 1913. Libris 1640069
- De skyldiga i världskriget. Stockholm: Fram. 1914. Libris 1640068
- Tal mot Sven Hedin. Stockholm: Fram. 1914. Libris 1640071
- Höger och vänster : krisen inom socialdemokratin. Stockholm: Fram. 1916. Libris 1659173
- Den svenska Dreyfusprocessen : historik och document. Häfte 1-17. Stockholm: Fram. 1916–1919. Libris 1651057 - Tillsammans med Carl Nathanael Carleson.
- Upprop till Sverges ungdom!. Fredsskrifter, 99-1589493-7 ; 43. Stockholm: Svenska freds- och skiljedomsfören. 1916. Libris 1652011
- Branting och hans garde : politiska silhuetter. Stockholm: Fram. 1918. Libris 1659170. https://runeberg.org/brantgar/
- Regeringen, folket och den revolutionära tiden : anförande vid I kammarens remissdebatt 23 jan. 1918  : (efter det stenografiska protokollet). Stockholm: Fram. 1918. Libris 12318521
- Den ryska arbetar- och bonderepublikens statsförfattning : med korta kommentarer och reflexioner. Stockholm: Fram. 1918. Libris 1659171
- Världsrevolution eller världsreaktion. Stockholm. 1919. Libris 3096270
- Leve rådsrepubliken Sverge! : ned med blocket Trygger - Edén - Branting!  : tal till valmännen. Stockholm: Socialdemokratiska vänsterpartiet. 1920. Libris 1659174
- Sanningen om Ryssland : efter föredrag i Luleå, Kiruna med flera orter hösten 1919. Luleå: Norrskenet. 1920. Libris 1659175
- Kapitalets diktatur eller proletariatets? : till kapitlet om den tredje internationalen : föredrag i Malmberget, Luleå, Kramfors m.fl. andra platser hösten 1920. Luleå: Tryckeriaktiebolaget Norrskenet. 1921. Libris 1482547
- Kapitalismen på de anklagades bänk : Fredrik Ströms tal under remissdebatten  : efter riksdagens stenografiska protokoll. Stockholm: Fram. 1921. Libris 1482548
- Vårt parti och III internationalen : [krisen inom syndikalismen]. Stockholm: Fram. 1921. Libris 1482557
- Kommunistiska partiets taktik och politik. Stockholm: Sveriges kommunistiska parti. 1923. Libris 1482549
- Ryska revolutionens historia i sammandrag. 1-5. Stockholm: Ryska revolutionens historias förl. 1924. Libris 1482550
- Vår ställning till oxkommunisterna. Stockholm: Sverges kommunistiska parti. 1924. Libris 9921076
- Svenskarna i sina ordspråk jämte sju tusen svenska ordspråk om gud djävulen, mannen, kvinnan och kärleken, livet och döden, glädjen och sorgen, ämbeten och yrken etc / illustratör Ossian Elgström. Stockholm: Bonnier. 1926. Libris 1192030
- Vad är och vad vill Skådebanan?. Stockholm. 1927. Libris 1335146
- Ryska revolutionen : en studie. Eskilstuna: Frihet. 1928. Libris 1335144
- Svenska ordstäv eller vad prästen sa om nattvardsgästerna, klockarn om orgelverket, torparn om hovmarskalken, gubben om döden och flickan om kärleken etc / ill. Ossian Elgström. Stockholm: Tiden. 1929. Libris 1191999
- Kata Dalströms liv, öden och äventyr i kampen mot herremakten : en krönika. Stockholm: Tiden. 1930. Libris 37490
- Svenska folkgåtor / teckningar av Uno Stallarholm. Stockholm: Bonnier. 1937. Libris 1174589
- Min ungdoms strider : memoarer. Stockholm: Norstedt. 1940. Libris 27472
- Arbetardikt i kamptid. Studentföreningen Verdandis småskrifter, 99-0470915-7 ; 440. Stockholm: Bonnier. 1941. Libris 1459004
- Visor, ramsor och andra folkrim / teckningar av Uno Stallarholm. Stockholm: Bonnier. 1941. Libris 1458906
- I stormig tid : memoarer. Stockholm: Norstedt. 1942. Libris 37544
- Kristendom i krig / Fredrik Ström, Arvid Runestam. Stockholm: Rabén & Sjögren. 1942. Libris 1458907
- Mitt kommunalpolitiska testamente. Stockholm: K. L. Beckman. 1942. Libris 1458904
- Mot tidens gudar och andra inlägg i dagsdebatten. Stockholm: Bonnier. 1942. Libris 706850
- Frihet, rätt, humanitet. Stockholm: Trots allt. 1943. Libris 1238261
- Halländska bilder : ungdomsdikter. Halmstad. 1944. Libris 2259809
- Om Z. Höglund. S. l. 1944. Libris 2259877
- Fabian : en bok om Fabian Månsson / i samarbete med Rune Hillbom och S. Jacob Boëthius. Stockholm: Kooperativa förbundets bokförlag. 1948. Libris 8080626
- Skomakaren som blev kungens skattmästare : F. V. Thorsson. Deras liv blev bragd, 99-2921440-2 ; 19. Stockholm: Svenska missionsförbundets förlag. 1949. Libris 1458905
- Halland : en litterär beskrivning. Halmstad: Samfundet Hallands biblioteks vänner. 1966. Libris 1802261

### Utgivare
- Det befästa fattighuset : antimilitaristisk och socialistisk handbok / under redaktion av Z. Höglund, Hannes Sköld och Fredrik Ström. Partisan dokument, 99-1719386-3 ; 2. Mölndal: Partisan. 1971[1914]. Libris 8218874
- Stor-Stockholms villastäder i ord och bild / huvudredaktör: Fredrik Ström. Stockholm: Åhlén & Åkerlund. 1942. Libris 1458800
- Svensk villabebyggelse i ord och bild / huvudred. Fredrik Ström. Stockholm: Åhlén & Åkerlund. 1944. Libris 2202047
  -  [1], Stockholms län, Uppsala län, Södermanlands län, Västmanlands län. Stockholm: Åhlén & Åkerlund. 1944. Libris 2202048
- Halland : kustlandet, gränslandet, framtidslandet / red.: Fredrik Ström, Albert Sandklef, Thorsten Åberg. Halmstad: Meijel. 1945. Libris 1399083
- Arbetets söner : text och bilder ur den svenska arbetarrörelsens saga. D. 1, Pioniärtiden. Stockholm: Steinsvik. 1944. Libris 45498
- Arbetets söner : text och bilder ur den svenska arbetarrörelsens saga. D. 2, Samlingens tid. Stockholm: Steinsvik. 1946. Libris 45499
- Arbetets söner : text och bilder ur den svenska arbetarrörelsens saga. D. 3, Segrarnas tid. Stockholm: Steinsvik. 1946. Libris 45500